# Armia Czerwona Katalońsko-Wyzwoleńcza
Armia Czerwona Katalońsko-Wyzwoleńcza (katal. Exèrcit Roig Català d'Alliberament, ERCA) – katalońska organizacja terrorystyczna.

## Historia
Grupa działała w Barcelonie w 1987 roku. Jej członkowie 27 marca 1987 roku przeprowadzili zamach z wykorzystaniem samochodu pułapki w Barcelonie. W zamachu zginął członek hiszpańskiej Guardia Civil, a 15 innych osób zostało rannych. W grudniu 1987 roku grupa przyznała się do zamachu bombowego na barceloński klub należący do amerykańskiej United Service Organizations. W ataku zginął amerykański marynarz.

## Ideologia
Była grupą separatystyczną i nacjonalistyczną. Celem formacji było utworzenie niepodległej Katalonii.